# Добрње
Добрње је насеље у Србији у општини Петровац на Млави у Браничевском округу. Према попису из 2022. било је 447 становника.

## Географија
Село је збијеног типа звездастог облика. Надморска висина села је од 160 до 240 m. Кроз село протиче поток звани Река, који се улива у Бошњачки поток. Површина атара износи 1397 ha. Источно од села налази се Добрњска бучина (јаруга дужине 350 m), и један од најнижих локалитета букове шуме у Србији.

## Историја
Остаци римског насеља откривени су у потезу Саставци. Иначе у атару села постоје бројна налазишта и остаци некадашњих насеља као што су Селиште, Шарапин Бара, Таван, Крушевица... У књизи Браничевски тефтер из 1467 Добрње се помиње као Доброселце, село које се налазило на месту званом Селиште за које се одувек у Добрњу знало је некада било село. Ово почива на легенди о добрим људима коју су живели у добром селу или Доброселцу. Нажалост у тефтеру је написано да то село више не постоји иако се несумњиво ради о томе да је „Добрња“ а касније Добрње настало од Доброселца и добрих људи. У истој књизи се помиње и село Крушевица која се налази у истом атару. На месту Црквиште налазила се црква коју је спалио кнез Милош Обреновић после гушења буне, коју је дигао брат војводе Петра Добрњца кнез Стеван Тодоровић Добрњац. Међутим Добрњци данас не знају где се тачно налази то место и своју цркву подижу у центру села. Претпоставља да је Кнез Милош раселио Добрњце и населио ново становништво. Протпоставља се да се Црквиште и Црква налазила на месту званом „Пајина Ђула“ али то је за сада претпоставка. Становништво је српско, пореклом са Косова, из Тимочке крајине и Црне реке, Ћуприје, Брестовца и Параћина. Добрње има веома стару школу која је отворена 1832. године и заједно са школом у селу Шетоње је једна од најстаријих школа како у Општини Петровац тако и у Браничевском округу. Божидар Добросављевић је 1940. на свом имању направио капелу посвећену Петру Добрњцу.

## Спорт
У Добрњу постоје два фудбалска клуба. ФК Петар Добрњац који је основан 1937. године и данас се такмичи у Браничевској окружној лиги и ФК Добрње који је клуб ветерана. Раније је постојала шаховска секција са одличним шахистима, међутим данас секција не постоји. У добрњу постоји веома активна и добро организована ловачка секција која је према првим писаним документима званично основана око 1900. године. Према казивањима а и према неким документима на местима „Козјак“ и „Кремењар“ налазило се ловиште Стевана Добрњца који је био веома страствен ловац

## Демографија
У насељу Добрње живи 515 пунолетних становника, а просечна старост становништва износи 42,9 година (41,0 код мушкараца и 44,8 код жена). У насељу има 185 домаћинстава, а просечан број чланова по домаћинству је 3,48.
Ово насеље је великим делом насељено Србима (према попису из 2002. године).
|  |

| Демографија | Демографија | Демографија |
| Година      | Становника  | Становника  |
| ----------- | ----------- | ----------- |
| 1948.       | 1.172       |             |
| 1953.       | 1.189       |             |
| 1961.       | 1.170       |             |
| 1971.       | 1.079       |             |
| 1981.       | 1.030       |             |
| 1991.       | 953         | 731         |
| 2002.       | 643         | 900         |
| 2011.       | 537         |             |

| Етнички састав према попису из 2002.‍ | Етнички састав према попису из 2002.‍ | Етнички састав према попису из 2002.‍ | Етнички састав према попису из 2002.‍ | Етнички састав према попису из 2002.‍ |
| ------------------------------------ | ------------------------------------ | ------------------------------------ | ------------------------------------ | ------------------------------------ |
|                                      |                                      |                                      |                                      |                                      |
| Срби                                 | Срби                                 |                                      | 633                                  | 98,44%                               |
| Румуни                               | Румуни                               |                                      | 6                                    | 0,93%                                |
| Македонци                            | Македонци                            |                                      | 2                                    | 0,31%                                |
| Хрвати                               | Хрвати                               |                                      | 1                                    | 0,15%                                |
| Немци                                | Немци                                |                                      | 1                                    | 0,15%                                |
| непознато                            | непознато                            |                                      | 0                                    | 0,0%                                 |

| Година пописа     | 1948. | 1953. | 1961. | 1971. | 1981. | 1991. | 2002. |
| ----------------- | ----- | ----- | ----- | ----- | ----- | ----- | ----- |
| Број домаћинстава | 264   | 269   | 264   | 248   | 232   | 208   | 185   |

| Број чланова      | 1  | 2  | 3  | 4  | 5  | 6  | 7 | 8 | 9 | 10 и више | Просек |
| ----------------- | -- | -- | -- | -- | -- | -- | - | - | - | --------- | ------ |
| Број домаћинстава | 40 | 36 | 25 | 18 | 24 | 32 | 8 | 2 | 0 | 0         | 3,48   |

| Пол    | Укупно | Неожењен/Неудата | Ожењен/Удата | Удовац/Удовица | Разведен/Разведена | Непознато |
| ------ | ------ | ---------------- | ------------ | -------------- | ------------------ | --------- |
| Мушки  | 255    | 57               | 167          | 16             | 14                 | 1         |
| Женски | 280    | 36               | 166          | 65             | 13                 | 0         |
| УКУПНО | 535    | 93               | 333          | 81             | 27                 | 1         |

| Пол    | Укупно                    | Пољопривреда, лов и шумарство | Рибарство                            | Вађење руде и камена | Прерађивачка индустрија       |
| ------ | ------------------------- | ----------------------------- | ------------------------------------ | -------------------- | ----------------------------- |
| Мушки  | 155                       | 123                           | 0                                    | 1                    | 9                             |
| Женски | 111                       | 101                           | 0                                    | 0                    | 2                             |
| УКУПНО | 266                       | 224                           | 0                                    | 1                    | 11                            |
| Пол    | Производња и снабдевање   | Грађевинарство                | Трговина                             | Хотели и ресторани   | Саобраћај, складиштење и везе |
| Мушки  | 0                         | 1                             | 6                                    | 2                    | 4                             |
| Женски | 0                         | 0                             | 3                                    | 0                    | 0                             |
| УКУПНО | 0                         | 1                             | 9                                    | 2                    | 4                             |
| Пол    | Финансијско посредовање   | Некретнине                    | Државна управа и одбрана             | Образовање           | Здравствени и социјални рад   |
| Мушки  | 0                         | 0                             | 4                                    | 0                    | 0                             |
| Женски | 0                         | 0                             | 0                                    | 1                    | 1                             |
| УКУПНО | 0                         | 0                             | 4                                    | 1                    | 1                             |
| Пол    | Остале услужне активности | Приватна домаћинства          | Екстериторијалне организације и тела | Непознато            | Непознато                     |
| Мушки  | 2                         | 0                             | 0                                    | 3                    | 3                             |
| Женски | 1                         | 0                             | 0                                    | 2                    | 2                             |
| УКУПНО | 3                         | 0                             | 0                                    | 5                    | 5                             |

#### мапе
- Мапе, аеродроми и временска ситуација локација (Fallingrain)
- Гугл сателитска мапа (Maplandia)
- План насеља на мапи (Mapquest)